# بریجپورت (آلاباما)
بریجپورت  شهری است در ایالت آلاباما در کشور آمریکا.

## مکان
بریجپورت در موقعیت () قرار دارد.
با توجه به اطلاعات اداره آمار آمریکا مساحت آن در حدود ۸٫۴ کیلومترمربع است.

## مردم‌شناسی
با توجه به آمار سال ۲۰۰۰ جمعیت آن ۲۷۲۸ نفر، ۱۱۵۹ خانواده در آن ساکن هستند.
تعداد ۱۲۹۰ واحد خانه در هر مساحت تقریبی (۱۵۹،۶akm²) قرار دارد.
۲۴% درصد از خانواده‌های فرزند زیر ۱۸ سال داشتند که از این تعداد ۴۹،۷% درصد زوج بوده و ۱۳،۹% درصد زنان بدون شوهر و ۳۱،۵% درصد نیز غیر خانواده بودند.
متوسط درآمد یک خانواده در حدود ۳۳،۷۱۲ دلار آمریکا است و زنان درآمد متوسط ۳۰،۶۸۵ دلار آمریکا و مردان درآمد متوسط ۱۹،۵۸۳ دلار آمریکا بدست می‌آورند.